# Blerim Rexha
Blerim Rexha – kosowski informatyk i karateka, kilkukrotny mistrz krajowy w tym sporcie.

## Życiorys
W 1994 roku Ukończył studia na Wydziale Inżynierii Elektrycznej i Komputerowej Uniwersytetu w Prisztinie. W roku 2004 ukończył studia doktorskie na Uniwersytecie Technicznym w Wiedniu, następnie pracował w przedsiębiorstwie Siemens AG jako inżynier programów i systemów.
W 2007 roku rozpoczął pracę wykładowcy na Wydziale Inżynierii Elektrycznej i Komputerowej Uniwersytetu w Prisztinie, gdzie otrzymał tytuł profesora nadzwyczajnego. W 2011 roku Rexha rozpoczął także pracę wykładowcy na Amerykańskim Uniwersytecie w Prisztinie.
Należał także do zarządu Agencji Prywatyzacji Kosowa.

### Kariera sportowa
W 1983 roku zaczął trenować karate, w którym posiada 5 Dan. Współzałożył klub Iliria, był także członkiem Kosowskiej Federacji Karate.

## Prace naukowe
- Increasing User Privacy in Online Transactions with X.509 v3 Certificate Private Extensions and Smartcards (2005)[1][3]
- Using smart cards and X.509 digital certificates for a student management information system at the university of Prishtina (2010)[1][4]
- Developing electricity forecast web tool for Kosovo market (2011)[1][5]
- Enhancement of string matching queries on Albanian names for Kosovo civil registry (2012)[6]
- Assessment of success factors of e-government project implementation: challenges for the Kosovo e-government perspective (2012)[7]
- Extending Kosovo Civil Registry String Searching Algorithm (2012)[1][8]
- Improving authentication and transparency of e-Voting system – Kosovo case (2012)[1][9]

## Życie prywatne
Żonaty, ojciec trzech dzieci.